# 成资渝高速公路
成资渝高速公路是四川省会放射线之一，是成都与重庆之间的第四条高速公路。成都天府新区至天府国际机场高速段称为天府国际机场高速天府支线，之后与 筑蓉高速共线至简阳段，即天府国际机场高速，连接成都天府国际机场，之后经资阳、乐至、安岳，于龙台镇进入重庆潼南，接 合安高速。
其中，成都至天府国际机场段全长56公里，设计时速120公里/时，为双向八车道；机场至渝蓉高速段设计时速100公里/时，为双向六车道；渝蓉高速至川渝界设计时速100公里/时，为双向四车道。四川段于2017年5月16日开工，2020年12月31日24时正式通车。